# Michael Byrne (cầu thủ bóng đá sinh 1985)
Michael Thomas Byrne (sinh 14 tháng 5 năm 1985) là một cầu thủ bóng đá người xứ Wales hiện đang thi đấu cho câu lạc bộ Chainat ở vị trí tiền vệ.

## Sự nghiệp
Byrne được sinh ra tại Ashton-under - Lyne, Anh nhưng lại đá trong màu áo đội tuyển xứ Wales. Anh đã từng chơi cho đội tuyển U17 Wales và U19 Wales cũng như cả U23 và các đội bán chuyên nghiệp đầy đủ. Anh được gọi vào đội tuyển U21 để thay thế Gareth Williams tại vòng loại giải vô địch bóng đá U21 châu Âu ở trận đấu với U21 Phần Lan vào năm 2002, nhưng không được sử dụng.
Sự nghiệp câu lạc bộ của anh bắt đầu tại đội trẻ của Bolton, nhưng anh đã bị giải phóng hợp đồng vào đầu năm 2003. Leigh RMI bày tỏ quan tâm vào tháng 3 năm 2003 nhưng cuối cùng anh đã ký hợp đồng với Stockport County vào tháng 8. Trong thời gian ở Stockport anh chỉ xuất hiện một lần, ghi bàn thắng danh dự trong trận thua 4-1 tại Notts County. Vào tháng 9 năm 2004 anh được Leigh RMI mượn trong một tháng và gây ấn tượng với huấn luyện viên Phil Starbuck trong trận đầu tiên của mình và giúp đội bóng giành chiến thắng đầu tiên của mùa giải. Vào cuối tháng 10, anh bị Stockport giải phóng hợp đồng và thất nghiệp cho đến khi ký hợp đồng với Northwich Victoria vào tháng 2 năm 2005. Mặc dù bị đưa vào danh sách chuyển nhượng đầu mùa giải 2007-08 nhưng Byrne vẫn ở câu lạc bộ cho đến tháng 11 năm 2008 và sau đó bị giải phóng hợp đồng.
Sau đó anh đã thi đấu ở Stalybridge Celtic trước khi ký hợp đồng với câu lạc bộ Thái Lan Nakhon Pathom, và được ra sân lần đấu vào ngày 8 tháng 3 trong trận đấu với Bangkok United mùa giải 2009. Anh đã chuyến đến Chonburi sau khi kết thúc mùa giải đầu tiên ở Thai Premier League với phí chuyển nhượng 500.000 ฿ - (khoảng 10.000 £).
Vào 28 tháng 7 năm 2010, anh chuyển tới Bangkok Glass sau khi đồng ý các điều khoản và ký hợp đồng nửa năm, hợp đồng có một điều khoản mua lại với giá 3 triệu ฿ - (khoảng 60.000 £).